# Lista de pinturas de Garcia Fernandes
Esta é uma lista de pinturas de Garcia Fernandes, lista não exaustiva das pinturas deste pintor, mas tão só das que como tal se encontram registadas na Wikidata.
A lista está ordenada pela data da publicação de cada pintura. Como nas outras listas geradas a partir da Wikidata, os dados cuja designação se encontra em itálico apenas têm ficha na Wikidata, não tendo ainda artigo próprio criado na Wikipédia.
Garcia Fernandes fez parte da oficina do pintor régio Jorge Afonso e participou com Cristóvão de Figueiredo e Gregório Lopes nas pinturas para o Mosteiro de Ferreirim. Trabalhou para a Misericórdia de Lisboa e criou o Retábulo de Santa Catarina, para a Sé de Goa, e o Retábulo da Vida da Virgem, para a Igreja de Santa Maria da Alcáçova de Montemor-o-Velho, ainda hoje existentes. Foi também encarregado de concluir o Retábulo do Tribunal da Relação entretanto desaparecido. Muitas outras obras lhe são atribuídas, por comparação estilística, entre elas o Políptico dos Santos Mártires Veríssimo, Máxima e Júlia.
| Imagem | Título                                                  | Data           | Retrata | Coleção                             | Descrito em |
| ------ | ------------------------------------------------------- | -------------- | --- | ----------------------------------- | ----------- |
|        | São Mateus e São João Evangelista                       | 1520           | São João Evangelista Mateus anjo                                                                                  | Museu Nacional de Arte Antiga       |             |
|        | São Miguel Arcanjo                                      | 1520           | | Palácio Palmela                     |             |
|        | Santo António pregando aos peixes                       | 1525           | Santo António de Lisboa peixe                                                                                     | Museu Nacional de Arte Antiga       |             |
|        | São Cosme e São Damião                                  | 1525           | | Museu Nacional de Machado de Castro |             |
|        | Políptico dos Santos Mártires Veríssimo, Máxima e Júlia | 1530           | Santos Mártires de Lisboa                                                                                         | Museu Carlos Machado                |             |
|        | Flagelação                                              | 1530           | | Museu Carlos Machado                |             |
|        | Morte por Arrastamento                                  | 1530           | | Museu Carlos Machado                |             |
|        | Anunciação do Martírio                                  | 1530           | | Museu Carlos Machado                |             |
|        | Desembarque em Lisboa                                   | 1530           | | Museu Carlos Machado                |             |
|        | Assunção de Nossa Senhora                               | década de 1530 | Assunção de Maria                                                                                                 | Diocese do Porto                    |             |
|        | Tríptico da Aparição de Cristo à Virgem                 | 1531           | | Museu Nacional de Machado de Castro |             |
|        | Retábulo do Mosteiro da Trindade                        | 1537           | | Museu Nacional de Arte Antiga       |             |
|        | A Transfiguração                                        | 1537           | Jesus Transfiguração São Pedro Santiago Maior São João Evangelista Isaías Elias                                   | Museu Nacional de Arte Antiga       |             |
|        | Ressurreição de Cristo                                  | 1537           | Ressurreição de Jesus Jesus                                                                                       | Museu Nacional de Arte Antiga       |             |
|        | Baptismo de Jesus                                       | 1537           | Batismo de Jesus Jesus João Batista Rio Jordão                                                                    | Museu Nacional de Arte Antiga       |             |
|        | Santíssima Trindade                                     | 1537           | Trindade São João Evangelista São Lucas Mateus São Marcos Moisés David Abraão Isaac Jean de Matha Félix de Valois | Museu Nacional de Arte Antiga       |             |
|        | Natividade                                              | 1537           | Nascimento de Jesus Menino Jesus                                                                                  | Museu Nacional de Arte Antiga       |             |
|        | Apresentação do Menino no Templo                        | 1537           | Apresentação de Jesus no Templo                                                                                   | Museu Nacional de Arte Antiga       |             |
|        | Ascensão de Cristo                                      | 1537           | Ascensão de Jesus                                                                                                 | Museu Nacional de Arte Antiga       |             |
|        | Pentecostes                                             | 1537           | Pentecostes | Museu Nacional de Arte Antiga       |             |
|        | Apresentação do Menino no Templo                        | 1538           | Jesus sinagoga | Museu Nacional de Arte Antiga       |             |
|        | Casamento de Santo Aleixo                               | 1541           | | Museu de São Roque                  |             |

∑ 22 items.